# Just Dance Wii 2
Just Dance Wii 2 est un jeu de rythme sorti en 2012 développé par Ubisoft Paris et édité par Nintendo. Il fait partie de la série de jeux vidéo Just Dance éditée par Ubisoft et du deuxième volet de la série japonaise. Il a été annoncé dans un Nintendo Direct le 21 avril 2012 et est sorti sur la console Wii le 26 juillet 2012 au Japon.

## Système de jeu
L'interface utilisateur et les fonctionnalités sont en grande partie identiques à Just Dance 3, mais le jeu supprime quelques fonctionnalités et ajoute un mode Dance Dojo, qui permet au joueur d'étudier tout ou partie d'une routine.

## Liste des titres
Le jeu propose 35 chansons, dont vingt chansons japonaises.
| Titre                                          | Artiste                                                           | Difficulté | Effort | Année |
| ---------------------------------------------- | ----------------------------------------------------------------- | ---------- | ------ | ----- |
| "Age Age Every Knight"                         | DJ Ozma                                                           | 1          | 2      | 2006  |
| "...Baby One More Time"                        | The Girly Team                                                    | 2          | 2      | 1998  |
| "Beautiful Liar"                               | Countdown Mix Masters (basé sur la chanson de Beyoncé et Shakira) | 3          | 1      | 2007  |
| "Bo Peep Bo Peep (Japanese Version)"           | T-ara                                                             | 1          | 1      | 2011  |
| "Body & Soul"                                  | Speed                                                             | 2          | 3+     | 1997  |
| "California Gurls"                             | Katy Perry feat. Snoop Dogg                                       | 2          | 2      | 2010  |
| "Dynamite"                                     | Taio Cruz                                                         | 1          | 2      | 2010  |
| "Girlfriend"                                   | Avril Lavigne                                                     | 2          | 3      | 2007  |
| "Go Go Summer!"                                | Kara                                                              | 3          | 2      | 2011  |
| "Gonna Make You Sweat (Everybody Dance Now)"   | Sweat Invaders                                                    | 2          | 3+     | 1990  |
| "I'm Your Man"                                 | 2PM                                                               | 3+         | 2      | 2011  |
| "Independent Woman"                            | Ai                                                                | 2          | 1      | 2012  |
| "Jet Coaster Love"                             | Kara                                                              | 2          | 1      | 2011  |
| "Joyful"                                       | Megumi Tatsumi                                                    | 2          | 3      | 2009  |
| "Lollipop"                                     | Mika                                                              | 2          | 2      | 2007  |
| "Lovers Again"                                 | Exile                                                             | 3          | 1      | 2007  |
| "Mamasita"                                     | Latino Sunset                                                     | 3          | 2      | 2001  |
| "Maru Maru Mori Mori!"                         | Kaoru to Tomoki, Tamani Mook                                      | 2          | 1      | 2011  |
| "Mickey Mouse March (Family Parapara Version)" | Cutie Mommy                                                       | 3          | 1      | 2005  |
| "Only Girl (In the World)"                     | Rihanna                                                           | 2          | 2      | 2010  |
| "Party Rock Anthem"                            | LMFAO featuring Lauren Bennett and GoonRock                       | 3          | 2      | 2011  |
| "Pon Pon Pon"                                  | Kyary Pamyu Pamyu                                                 | 2          | 1      | 2011  |
| "Pop Star"                                     | Ms. Ooja                                                          | 2          | 1      | 2005  |
| "Promiscuous"                                  | Nelly Furtado feat. Timbaland                                     | 2          | 2      | 2006  |
| "Pump It"                                      | The Black Eyed Peas                                               | 3          | 3+     | 2006  |
| "Ride on Time"                                 | MAX                                                               | 2          | 2      | 1998  |
| "Rising Sun"                                   | Exile                                                             | 2          | 3      | 2011  |
| "Samishii Nettaigyo"                           | Wink                                                              | 1          | 1      | 1989  |
| "She's Got Me Dancing"                         | Tommy Sparks                                                      | 3          | 2      | 2009  |
| "Spectronizer"                                 | Sentai Express                                                    | 2          | 2      | 2011  |
| "Suirenka"                                     | Shōnan no Kaze                                                    | 1          | 3+     | 2007  |
| "Tik Tok"                                      | Kesha                                                             | 2          | 1      | 2009  |
| "We Can Fly"                                   | Happiness                                                         | 3+         | 3+     | 2012  |
| "We Can't Stop The Music"                      | Da Pump                                                           | 2          | 1      | 1999  |
| "Yeah! Meccha Holiday                          | Aya Matsuura                                                      | 2          | 2      | 2002  |

## Accueil
Famitsu a donné au jeu une note de 33/40, avec trois critiques sur quatre lui donnant un 8 et l'autre critique lui donnant un 9. 